# 喬治·特洛費莫夫
乔治·特罗菲莫夫上校（George Trofimoff，1927年3月9日—2014年9月19日），是美軍俄裔情报人员。

## 生平
在1970和80年代，他在美国联邦法院被判為蘇聯進行间谍罪。他于2001年9月27日被判无期徒刑。特罗菲莫夫是美国军事史上被指控犯有间谍罪或罪名的最高級军官。